# 하이마 M3
하이마 M3(영어: Haima M3)는 중국의 자동차 메이커인 하이마 오토모빌에서 2013년부터 생산 중인 4도어 세단이다.